# کیرازلی (متروی استانبول)
کیرازلی (انگلیسی: Kirazlı) یکی از ایستگاه‌های شاخه بی خط ام۱ و ام۳ متروی استانبول است.
این ایستگاه که در منطقه باغچیلار قرار دارد در سال ۲۰۱۳ تأسیس شده‌است.